# 3e Pantserkorps (Wehrmacht)
Het 3e Pantserkorps  (Duits: Generalkommando III. Panzerkorps) was een Duits legerkorps van de Wehrmacht tijdens de Tweede Wereldoorlog. Het korps was gedurende zijn hele geschiedenis in actie in de zuidelijke sector van het Oostfront, in de Kaukasus, Oekraïne, zuid-Polen, Hongarije en Oostenrijk.

## Krijgsgeschiedenis

### Oprichting
Het 3e Pantserkorps werd opgericht op 21 juni 1942 oostelijk van Charkov door omdopen van het 3e Gemotoriseerde Korps.

### 1942

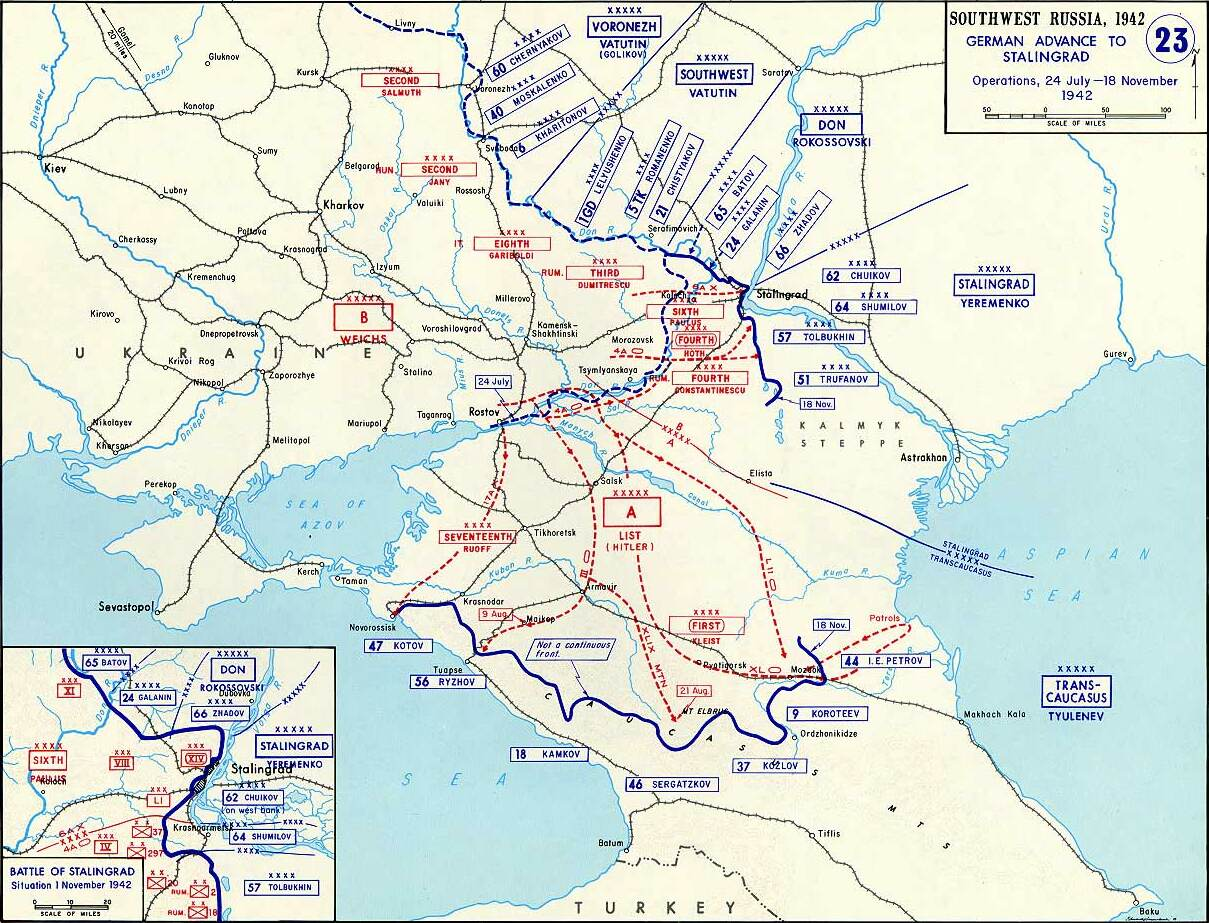
Opmars naar de Kaukasus, juli-november 1942

Tijdens het Duitse zomeroffensief van 1942 (Fall Blau, rukte het korps eind juni 1942 als onderdeel van het 1e Pantserleger op via Rostov aan de Don, Armavir en Majkop op naar de Terek. Er volgden zware gevechten rond Naltsjik en richting Ordzhonikidzevskaya. Maar daar stokte de Duitse opmars in november 1942. Verder ging het niet.

### 1943
Op 1 januari startten drie Sovjet-fronten hun Noord-Kaukasische Offensief en het korps moest mee terugtrekken in de algehele terugtocht, richting Rostov aan de Don. Na deze terugtocht volgden inzet bij Stalino en Lysytsjansk/Slavyansk. Daarna werd het korps opgefrist en voorbereid voor Operatie Citadel. Als onderdeel van Armee-Abteilung Kempf nam het korps deel en beschikte over de 6e, 7e en 19e Pantserdivisies en de 168e Infanteriedivisie, aanvallend ten zuidoosten van Belgorod. Na het falen van dit offensief volgden terugtrekkende gevechten tot en over de Dnjepr tot het eind van het jaar.

### 1944
In januari en februari 1944 werd het korps opnieuw opgefrist. Het voerde in deze tijd ook samen met het 48e Pantserkorps tegenaanvallen uit bij Kirovograd en de ontzettingspoging van de Korsun-pocket. Tijdens deze gevechten, waarbij de 1e, 16e en 17e Pantserdivisies en de 1. SS-Panzer-Division Leibstandarte-SS Adolf Hitler ingezet werden, en tot 18 februari 1944 duurden, konden 728 Sovjettanks vernietigd worden. Vervolgens werd in april het korps samen met het 1e Pantserleger ingesloten in de pocket van Kamenez-Podolski. Na hieruit ontsnapt te zijn, werd het korps overgeplaatst naar Heeresgruppe Nordukraine. Tijdens het Lwiw-Sandomierz Offensief van de Sovjets in zomer 1944 moest het korps uitwijken tot achter de Weichsel, waar het deelnam aan de gevechten rond het Baranov-bruggenhoofd. In september volgde dan een overplaatsing naar Hongarije. Hier kwam het korps onder het 6e Leger en nam het deel aan de gevechten rond Debrecen in oktober. De 1e, 23e en 24e Pantserdivisies konden hier drie Sovjetkorpsen van de Cavaleriegroep Pliev afsnijden en vernietigen. Slecht kleine groepen konden op 29 oktober 1944 uitbreken naar het zuiden bij Nyíregyháza.
Van november 1944 tot januari 1945 was het korps onderdeel van Gruppe Breith, die door de korpscommandant geleid werd en meerdere korpseenheden omvatte. In november 1944 nam Gruppe Breith deel aan de Slag om Boedapest en kreeg op 2 december zelfs de verdediging van de stad toevertrouwd. Wegens de kritische situatie in Transdanubië, werd het korps slechts 10 dagen later al naar het gebied rond Székesfehérvár verplaatst.

### 1945
Op 7 januari voerde het korps ontlastende aanvallen uit ten behoeve van het IV SS Pantserkorps in Operatie Konrad II. Hiervoor werden de 1e, 3e en 23e Pantserdivisies gebruikt, samen met het 1e Cavaleriekorps. Vervolgens werd ook deelgenomen aan Operatie Konrad III. Vanaf 6 maart 1945 nam het korps deel aan Operatie Frühlingserwachen. Maar na het mislukken van dit offensief trok het korps terug via Veszprém en de Raab, via Oberwart naar Hartberg. De 1e Pantserdivisie voerde in het Joglland nog een laatste tegenoffensief uit. En in het Feistritztal voerde de 1e Volks-Bergdivisie eind april 1945 nog een tegenstoot uit tegen doorgebroken Sovjettroepen, om een dreigend gat in het front bij Semmering te dichten. Op 7 mei kwam bevel om zich achter de Enns te begeven, om zich aan Amerikaanse troepen te kunnen overgeven, wat grotendeels mislukte.
Het 3e Pantserkorps capituleerde op 8 mei 1945 tussen Leoben en Gleisdorf aan Sovjettroepen.

## Bovenliggende bevelslagen
| Leger                 | Legergroep               | Plaats/regio                        | Begin            | Eind             |
| --------------------- | ------------------------ | ----------------------------------- | ---------------- | ---------------- |
| 1. Panzerarmee        | Heeresgruppe Süd         | Charkov, Donets, Don                | 21 juni 1942     | 9 juli 1942      |
| 1. Panzerarmee        | Heeresgruppe A           | Kaukasus, Don                       | 9 juli 1942      | 1 februari 1943  |
| 1. Panzerarmee        | Heeresgruppe Don         | Donets                              | 1 februari 1943  | 12 februari 1943 |
| 1. Panzerarmee        | Heeresgruppe Süd         | Donets                              | 12 februari 1943 | 22 april 1943    |
| Armee-Abteilung Kempf | Heeresgruppe Süd         | Charkov                             | 22 april 1943    | 23 juli 1943     |
| 4. Panzerarmee        | Heeresgruppe Süd         | Belgorod, Dnjepr                    | 23 juli 1943     | september 1943   |
| 8. Armee              | Heeresgruppe Süd         | Dnjepr                              | september 1943   | 3 januari 1944   |
| 1. Panzerarmee        | Heeresgruppe Süd         | Oekraïne, Kamenez-Podolski          | 3 januari 1944   | 4 april 1944     |
| 1. Panzerarmee        | Heeresgruppe Nordukraine | Kamenez-Podolski, Galicië, Złoczów  | 4 april 1944     | juli 1944        |
| 4. Panzerarmee        | Heeresgruppe Nordukraine | Weichsel, Baranov                   | augustus 1944    |                  |
| direct onder bevel    | Heeresgruppe Südukraine  |                                     | september 1944   |                  |
| 6. Armee              | Heeresgruppe Süd         | Debrecen, Boedapest, Székesfehérvár | oktober 1944     | maart 1945       |
| 3e Hongaarse Leger    | Heeresgruppe Süd         | Hongarije                           | maart 1944       | maart 1945       |
| 6. Armee              | Heeresgruppe Süd         | Oostenrijk                          | maart 1945       | 30 april 1945    |
| 6. Armee              | Heeresgruppe Ostmark     | Oostenrijk                          | 30 april 1945    | 8 mei 1945       |

## Commandanten
| Rang                      | Naam                       | Begin            | Eind             |
| ------------------------- | -------------------------- | ---------------- | ---------------- |
| General der Panzertruppen | Leo Geyr von Schweppenburg | 21 juni 1942     | 20 juli 1942     |
| General der Kavallerie    | Eberhard von Mackensen     | 20 juli 1942     | 2 januari 1943   |
| General der Panzertruppen | Hermann Breith             | 2 januari 1943   | 20 oktober 1943  |
| Generalleutnant           | Hans Ziegler               | 20 oktober 1943  | 25 november 1943 |
| Generalleutnant           | Friedrich Schulz           | 25 november 1943 | 3 januari 1944   |
| General der Panzertruppe  | Hermann Breith             | 3 januari 1944   | 28 april 1944    |
| Generalleutnant           | Dietrich von Saucken       | 1 juni 1944      | 29 juni 1944     |
| General der Panzertruppe  | Hermann Breith             | 29 juni 1944     | 8 mei 1945       |

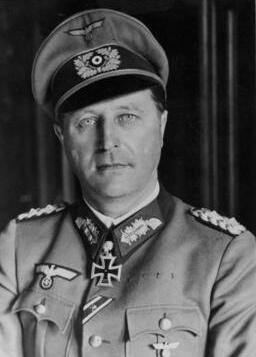
General Hermann Breith

General Breith was vanaf 28 april 1944 zes weken in Kur en dan drie weken met verlof. Generalleutnant von Saucken was zijn tijdelijke vervanger gedurende een maand.
1. 1 2 3  NARA T78 R884-0919ff.
2. 1 2  NARA T78 R894-0940ff.